# إيران والغزو الروسي لأوكرانيا
لقد زودت إيران روسيا بذخائر متسكعة لاستخدامها في غزو الأخيرة لأوكرانيا. وقد اتهمت عدة دول إيران بانتهاك قرار مجلس الأمن التابع للأمم المتحدة رقم 2231.

## الخلفية

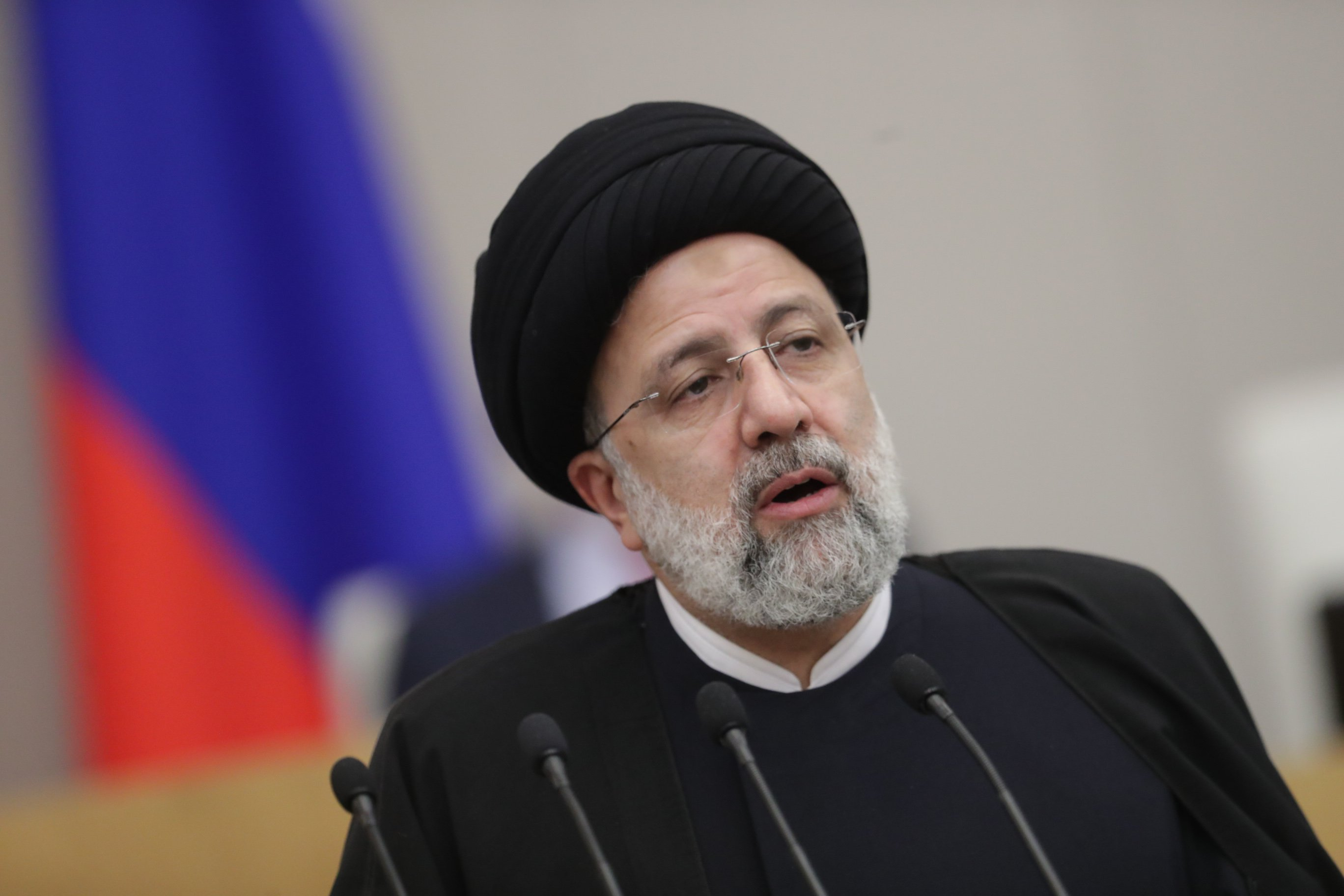
الرئيس الإيراني إبراهيم رئيسي يتحدث في مجلس الدوما الروسي في 20 يناير 2022

فرض قرار مجلس الأمن التابع للأمم المتحدة رقم 2231 حظرًا على الأسلحة على إيران في عام 2015. انتهى الحظر المفروض على الأسلحة الإيرانية التقليدية في أكتوبر/تشرين الأول 2020، لكن القيود المفروضة على إيران فيما يتعلق بالصواريخ والتقنيات ذات الصلة سارية حتى أكتوبر/تشرين الأول 2023.
في 20 يناير 2022، ألقى إبراهيم رئيسي ، الرئيس الإيراني، خطابًا أمام مجلس الدوما الروسي. وأدان في كلمته حلف شمال الأطلسي واتهمه "بالتسلل إلى مناطق جغرافية مختلفة بأغطية جديدة تهدد المصالح المشتركة للدول المستقلة". وشدد على العلاقات بين إيران وروسيا.

## تسليم المُسيرات
في 24 فبراير 2022، غزت روسيا أوكرانيا. بحلول 12 أبريل، فشلت محاولة روسيا للاستيلاء على كييف. وفي ذلك التاريخ، ذكرت صحيفة الغارديان أن إيران كانت تقوم بتهريب الأسلحة من العراق إلى روسيا. وفي 11 يوليو/تموز، ومرة أخرى في 17 يوليو/تموز، ومع انخفاض إمدادات الطائرات بدون طيار الروسية، قال مسؤولون أمريكيون إن إيران تخطط لتزويد روسيا بطائرات بدون طيار. بحلول 17 أكتوبر، مع خسارة روسيا الأرض أمام الهجمات المضادة الأوكرانية في الشرق والجنوب، حصلت روسيا على طائرات انتحارية إيرانية بدون طيار، استخدمتها لمهاجمة البنية التحتية المدنية. بحلول 18 أكتوبر، كان المسؤولون العسكريون الإيرانيون في شبه جزيرة القرم يساعدون روسيا في تشغيل طائرات إيرانية بدون طيار.
في 16 أكتوبر، ذكرت صحيفة واشنطن بوست أن إيران تخطط لتزويد روسيا بطائرات بدون طيار وصواريخ. في 21 نوفمبر، قالت وزارة الدفاع الأوكرانية إنه وفقًا لتقارير في الصحافة الإسرائيلية، فإن إسرائيل قد ترد بنقل صواريخ قصيرة المدى ومتوسطة المدى إلى أوكرانيا.
في 18 أكتوبر، اتهمت وزارة الخارجية الأمريكية إيران بانتهاك قرار مجلس الأمن التابع للأمم المتحدة رقم 2231 من خلال بيع طائرات شاهد 131 وشاهد 136 بدون طيار إلى روسيا، متفقة مع تقييمات مماثلة من قبل فرنسا والمملكة المتحدة. ورد سفير إيران لدى الأمم المتحدة بالكتابة إلى مجلس الأمن الدولي في 19 و24 أكتوبر/تشرين الأول مشيراً إلى أن هذا تفسير خاطئ للفقرة 4 من المرفق ب من القرار، الذي ينص بوضوح على أنه ينطبق على البنود التي "يمكن أن تساهم في تطوير الأسلحة النووية". أنظمة إيصال الأسلحة"، وهو ما لا تستطيع هذه الطائرات بدون طيار القيام به. ونفت إيران إرسال أسلحة لاستخدامها في حرب أوكرانيا. وفي 22 أكتوبر/تشرين الأول، دعت فرنسا وبريطانيا وألمانيا رسميًا إلى إجراء تحقيق من قبل فريق الأمم المتحدة المسؤول عن قرار مجلس الأمن رقم 2231.
في 1 نوفمبر، ذكرت شبكة سي إن إن أن إيران تستعد لإرسال صواريخ باليستية وأسلحة أخرى إلى روسيا لاستخدامها في أوكرانيا.
في 21 نوفمبر، ذكرت شبكة سي إن إن أن تقييمًا استخباراتيًا خلص إلى أن إيران تخطط لمساعدة روسيا على البدء في إنتاج طائرات بدون طيار مصممة إيرانيًا في روسيا. ولم يتم ذكر اسم الدولة التي أجرت التقييم الاستخباراتي.

### هجمات المسيرات
استخدمت روسيا طائرات إيرانية بدون طيار في هجوم على كييف في 28 مايو 2023. وقالت أوكرانيا إنها أسقطت جميع الطائرات بدون طيار باستثناء واحدة، لكن شخصا واحدا قتل. وفي ضربة أخرى في 20 يونيو استخدمت 35 طائرة بدون طيار من طراز شاهد، أسقطت أوكرانيا 32 منها.

### الرد الأوكراني
في 3 نوفمبر 2022، حذرت أوكرانيا إيران، وأن عليها توقع رد "قاسٍ تمامًا" إذا واصلت إمداد روسيا بالأسلحة. وفي 24 نوفمبر، أعلنت أوكرانيا مقتل مستشارين عسكريين إيرانيين في شبه جزيرة القرم. وقالت إن الإيرانيين الموجودين في الأراضي المحتلة سيُواصل إستهدافهم.
في 24 مايو 2023، ناشد رئيس أوكرانيا فولوديمير زيلينسكي الشعب الإيراني لمعارضة الحكومة الإيرانية، وطلب منهم عدم التواطؤ في الوقوف على نفس الجانب "مع شر مثل العدوان الروسي".

## قوات إيرانية في أوكرانيا
في 21 أكتوبر 2022، ذكر بيان صحفي للبيت الأبيض أن القوات الإيرانية كانت في شبه جزيرة القرم لمساعدة روسيا في شن هجمات بطائرات بدون طيار ضد المدنيين والبنية التحتية المدنية. في 24 نوفمبر، قال مسؤولون أوكرانيون إن الجيش قتل عشرة إيرانيين وسيستهدف أي وجود عسكري إيراني آخر في أوكرانيا. وقدر معهد دراسة الحرب أن هؤلاء هم على الأرجح فيلق الحرس الثوري الإسلامي أو أفراد تابعون للحرس الثوري الإيراني، لأن هذا التشكيل هو المشغل الرئيسي للطائرات بدون طيار الإيرانية.

## التأثير على العلاقات الأمريكية-الإيرانية
أدى دعم إيران لروسيا، إلى جانب القمع الإيراني لاحتجاجات مهسا أميني، والتحرك نحو زيادة تخصيب اليورانيوم، إلى علاقة أكثر تصادمية بين الولايات المتحدة وإيران. اعتبارًا من 24 نوفمبر 2022، لم تكن الولايات المتحدة تتطلع إلى إحياء أي اتفاق نووي مع إيران وفرضت مؤخرًا عقوبات إضافية على إيران.
في 9 يناير 2023، قال مستشار الأمن القومي الأمريكي جيك سوليفان إن بيع إيران طائرات بدون طيار لروسيا قد "يساهم في جرائم حرب واسعة النطاق" في أوكرانيا. وقال سوليفان إن الولايات المتحدة ستنظر في محاسبة القيادة الإيرانية.